# Allan Water (Ogoki River)
Der Allan Water (alternative Schreibweise: Allanwater River) ist ein etwa 157 km langer Quellfluss des Ogoki River im Thunder Bay District der kanadischen Provinz Ontario.

## Flusslauf
Er hat seinen Ursprung etwa 40 km südöstlich von Savant Lake in dem kleinen See Two Lake. Er durchfließt anfangs in westlicher Richtung die beiden kleineren Seen Gridiron Lake und Sassafras Lake. Anschließend wendet er sich nach Norden und trifft auf den südwestlichen Arm des Seseganaga Lake. Diesen durchfließt er auf fast seiner ganzen Länge von Süden nach Norden. Über den kleinen Sunray Lake fließt der Allan Water weiter zum Kawaweogama Lake, den er ebenfalls in nördlicher Richtung durchfließt. Kurz nach Verlassen des Sees mündet bei Allanwater Bridge der Brightsand River von rechts in den Fluss. Die Eisenbahnlinie der Canadian National Railway quert den Flusslauf unterhalb der Mündung. Nun befindet sich der Allan Water innerhalb des Wabakimi Provincial Parks. Er setzt seinen Lauf nach Norden fort. Er durchfließt den Brennan Lake und den Granite Lake, überwindet mehrere Stromschnellen, darunter die Little Sturgeon Rapids und Sturgeon Rapids, und mündet schließlich in den Wabakimi Lake.